# Buster Bennett
James Joseph "Buster" Bennett (Pensacola, 19 de marzo de 1914-Houston, 3 de julio de 1980) fue un saxofonista y cantante de blues estadounidense. Su apodo era «Leap Frog». En varios momentos de su carrera, tocó el saxofón soprano, el alto y el tenor. Era conocido por su estilo desgarrado con el saxofón. También tocaba profesionalmente el piano y el contrabajo.

## Biografía
Bennett nació en Pensacola, Florida en 1914. En 1930, aproximadamente, ya trabajaba en Texas, pero pasó la mayor parte de su carrera activa (de 1938 a 1954) en Chicago. Fue contratado como músico de sesión por Lester Melrose de 1938 a 1942; tocó en grabaciones con Big Bill Broonzy, los Yas Yas Girl, Monkey Joe y Washboard Sam. Tocó como acompañante en sesiones con Jimmie Gordon bajo la dirección de Sammy Price.
En 1944, el Buster Bennett Trio contaba con Arrington Thornton al piano y Duke Groner al bajo. Otras formaciones dirigidas por Bennett incluían a Wild Bill Davis, Israel Crosby y Pee Wee Jackson.
En 1945, Bennett firmó un contrato de grabación de tres años con Columbia Records; fue promocionado como un imitador de Louis Jordan. A principios de 1946, mientras estaba bajo contrato con Columbia, Bennett apareció, al amparo del nombre de su trompetista, Charles Gray, en una grabación para el efímero sello de Chicago Rhumboogie. También hizo una aparición no anunciada en una sesión de Red Saunders para Sultan Records en 1946 y en una sesión de «tenor batlle» con Tom Archia para Aristocrat Records en 1947.
En el punto álgido de su popularidad, a finales de la década de 1940, era conocido por su capacidad para atraer a los clientes a un club del South Side y por su personalidad irascible. En una ocasión, él y Preston Jackson se enzarzaron en una pelea a puñetazos en la sala del Sindicato de Músicos, por una deuda de 2 dólares.
Bennett grabó su última sesión para Columbia en diciembre de 1947. En 1956 ya estaba fuera de la música, debido a la pérdida de oportunidades para grabar y a su mala salud. Se retiró a Texas, donde vivió el resto de su vida. Murió en Houston en 1980, a la edad de 66 años.